# John Cockcroft
Pour les articles homonymes, voir Cockcroft.
John Douglas Cockcroft (27 mai 1897 - 18 septembre 1967 ) est un physicien atomiste anglais. Il est colauréat avec Ernest Walton du prix Nobel de physique de 1951 pour des travaux sur la transmutation des noyaux atomiques.

## Biographie
John Cockcroft est né le 27 mai 1897 à Todmorden, près de Manchester, en Angleterre. Il y effectue les premières années de ses études. En 1914, il entame un cursus de mathématiques à l'université de Manchester. En 1915, il sert dans l'artillerie. Après son service, il retourne à Manchester et étudie l'électrotechnique. Il effectue ensuite deux ans d'apprentissage au service de la Metropolitan Vickers Electrical Company, puis choisit de poursuivre ses études de mathématiques, qu'il achève avec succès en 1924. Il travaille au laboratoire Cavendish, alors dirigé par Ernest Rutherford. En 1934, il prend la direction du laboratoire Mond de la Royal Society à Cambridge. Il est nommé en 1939 professeur et devient, en septembre de la même année, directeur suppléant de la recherche scientifique au ministère de l'approvisionnement nouvellement formé pour coordonner les ressources pendant la guerre. À ce poste, il commence des recherches sur l'utilisation du radar pour la défense aérienne. Il prend part à l'automne 1940 à la mission Tizard sur le développement des techniques du radar, et notamment l'utilisation du magnétron, et est finalement nommé directeur du département recherche et développement de la défense aérienne. En 1944, il devient membre du projet canadien sur l'énergie atomique, et dirige les laboratoires de Montréal et de Chalk River. Il retourne en Angleterre en 1946 pour prendre la tête de l'institut de recherche pour l'énergie atomique à Harwell. Il est membre en 1954 du département de l'énergie atomique, mais ne remplit qu'en partie cette charge à partir de 1959, quand il est nommé titulaire d'une chaire au Churchill College à Cambridge.
Il se marie en 1925 avec Eunice Elizabeth Crabtree (1898-1989), dont il aura cinq enfants. Il meurt le 18 septembre 1967 à Cambridge.

## Travaux
Cockcroft travailla au laboratoire Cavendish avec Pyotr Kapitsa sur la génération de champs magnétiques plus intenses et de températures plus basses. À partir de 1928, il mène des recherches avec son collègue irlandais Ernest Walton dans le domaine de l'accélération des protons. Ils développent ensemble le générateur Cockcroft-Walton, à cascade haute tension, et dès 1932 ils disposent d'assez d'énergie pour casser des atomes de lithium et de bore. Dans le cas du lithium, ils identifièrent le résultat de la désintégration comme des noyaux d'hélium (particules alpha). À travers ces recherches, ce sont les fondements du développement des accélérateurs de particules qui sont posés.
John Douglas Cockcroft est devenu membre de la Royal Society le 7 mai 1936.
En 1951, Cockcroft et Walton reçoivent le prix Nobel de physique « pour leur travail d'avant-garde sur la transmutation des noyaux atomiques à l'aide de particules atomiques artificiellement accélérées ».

## Distinctions et récompenses
- Médaille Hughes, Royal Society London, 1938
- Commandeur de l'Ordre de l'Empire britannique, 1944[4]
- Chevalier, 1948[5]
- Prix Nobel de physique, 1951
- Chevalier de la Légion d'honneur, 1952[6]
- Chevalier commandeur de l'Ordre du Bain, 1953[7]
- Membre de l'Ordre du Mérite, 1957[8]